# Faixa Riacho do Pontal
Uma das regiões menos estudadas e analisadas quando se trata de faixas marginais cratônicas,  o Orógeno, ou Faixa, Riacho do Pontal é um cinturão de dobramentos e empurrões localizado na borda norte do Cráton São Francisco, se estendendo por 250 Km entre os estados da Bahia, Pernambuco e Piauí.

## Contexto Geotectônico[1][2]
O orógeno está inserido no contexto da Província Borborema, domínio tectono-estrutural que domina grande parte do território do Nordeste brasileiro, e tem sua estruturação relacionada com tectonismo brasiliano (630 - 530 Ma) compressivo-transgressivo, com vergência para Sul, que culminou no imbricamento de escamas tectônicas  por sobre o Cráton São Francisco.
A Província Borborema é uma região muito complexa estruturalmente, sendo composta pela superposição de diferentes eventos tectono-magmáticos e estruturada durante a Orogênese Brasiliana (630 - 500 Ma). Atualmente, duas hipóteses sobre sua evolução geológica são as mais aceitas. A primeira propõe que a crosta que compõe a província se originou por meio de ciclos tectônicos completos, com o envolvimento de rifteamento, abertura e fechamento de oceanos, colisão continental e ocorrências de zonas de subducção. Já a segunda hipótese afirma que a província envolve um único bloco, que se manteve estável, sofrendo apenas com a instalação e inversão das bacias ensiálicas sobre esse embasamento.
De Norte a Sul, a Província é subdividida em cinco grandes domínios tectônicos: Médio Coreaú; Ceará Central; Rio Grande do Norte; Zona Transversal; e Extremo ou Sul. As zonas de cisalhamento de Patos e Pernambuco são os principais lineamentos que cortam esses domínios na direção aproximada E-W, e separam a Zona Transversal dos domínios a norte e a sul. Diversas zonas de cisalhamento menores subdividem os domínios em faixas de direção NE-SW que se espraiam a partir das zonas de cisalhamento principais.

## Contexto Estrutural[1][5]
De acordo com condições sedimentares, metamórficas e estruturais, a Faixa Rio do Pontal é subdividida em três domínios de norte para sul: Zona Interna, Central e Externa, também conhecida como Zona do Thrust-and-fold belt. A Zona Externa, localizado na porção sul da faixa dobrada, é descrito por um sistema de nappes com vergência para sul, formados por rochas supracrustais do Grupo Casa Nova, que cavalgam o embasamento do Cráton São Francisco na região da barragem de Sobradinho, na divisa entre Bahia, Piauí e Pernambuco. A Zona Central, definida por uma deformação complexa de empurrões e zonas de cisalhamento transcorrentes, é formada por sequências metavulcanossedimentares do Complexo Monte Orebe. Já a Zona Interna é formada por abundantes intrusões de granitos, além de porções do embasamento migmatítico que foram retrabalhadas e algumas sequências metavulcanossedimentares. A norte, a faixa dobrada é limitada pela Zona de Cisalhamento Pernambuco Oeste, com direção E-W e deslocamento transcorrente destrógira. Já a oeste, evidenciam-se os complexos máficos-ultramáficos do Brejo Seco e São Francisco de Assis. Toda a Faixa sofre intrusões magmáticas graníticas a sieníticas multigeracionais, sin a pós colisionais.

## Metamorfismo[9][10][11][12][13]
Durante certo tempo as transformações que ocorreram nas rochas metassedimentares da Faixa Riacho do Pontal não foram completamente compreendidas. No entanto, os dados disponíveis sugerem uma forte ligação entre esses eventos e as fases transformacionais. Houve uma sequência de alterações nas quais as primeiras compressões resultaram na formação de condições metamórficas das rochas, indo de composições tipicamente de xisto-verde para composições anfibolíticas, com a consequente formação de leuco-granitóides. À medida que o regime de compressão se estabeleceu completamente, houve variações nas condições metamórficas em toda a faixa, especialmente na região de Afrânio (PE), onde o ápice metamórfico atingiu um grau relativamente baixo de anfibolito. Na fase final da orogenia, a atividade de falhas e o levantamento crustal forneceram, novamente, condições para formação de fácies xisto-verde. 
Ademais, o metamorfismo na região é proveniente de 4 fases de deformação definidas como D1, D2, D3,e D4. A partir disso, as fases D1, D2 e D3 foram definidas como sendo progressivas de um mesmo regime tectônico compressivo, com transporte de massa predominantemente para sul, enquanto a fase D4 era ligada a falhas transcorrentes que ocorreram no fim do evento Brasiliano. Porém, devido a datações radiométricas Rb-Sr, acredita-se que todas as fases definidas previamente fazem parte do evento Brasiliano, e ocorreram durante o Neoproterozóico.
A fase D1 foi um evento cedo-tectônico que deu origem a minerais micáceos e tabulares alinhados e achatados, marcando a foliação S1 e  paralelos ao acamamento S0. Além disso, em análise de lâmina percebe-se que a foliação S1 também é preservada como trilhas de inclusões sinuosas em porfiroblastos de granada. Tais porfiroblastos também podem ser encontrados com núcleo contendo inclusões de S1 e bordas mais límpidas, dando a entender que essa fase de metamorfismo deve ter variado entre as fácies xisto verde alto e anfibolito baixo, permitindo o desenvolvimento da paragênese granada+biotita+muscovita+quartzo nos metapelitos. 
A fase D2 pode ser considerada a mais importante, sendo marcada por diversos eventos deformacionais, entre eles o empilhamento das nappes Casa Nova, vergentes para o sul, sobre a margem norte do Cráton do São Francisco, exibindo traços das zonas de cavalgamento. As frentes de empurrão das nappes são marcadas por estruturas S-C e desenvolvimento de milonitos com granadas sin-deformacionais e micas. Além disso o metamorfismo nas nappes é invertido, de modo que nappes superiores mostram metamorfismo de mais alto grau, tipicamente fácie anfibolito, enquanto as nappes inferiores apresentam fácies tipicamente xisto verde alto, assim como a fase D1. 
Há a ocorrência de lineações de estiramento, em dobras em bainha, em sentido N-S e caimento para o norte, além da presença de foliação de crenulação do tipo penetrativa S2, que é paralela ao plano axial das dobras fechadas. Também há a ocorrência de boudins de camadas relativamente mais competentes e microboudinagem de cristais de hornblenda nas rochas máficas.  
Na zona externa das nappes, é comum  a presença de lineações ou estiramentos L2 com mergulho dip-down, enquanto nas zonas central e interna as atitudes são oblíquas e direcionais, sugerindo cinemática mais complexa.  
Dentro da fase D2 ainda existem cavalgamentos do Complexo Paulistana, em que as rochas cavalgam os granitos sin-colisionais da Suíte Rajada. Nesse caso, existem camadas menos competentes de granada-mica-xisto, xistos ultramáficos, granada-anfibolito-xisto e metachert do Complexo Paulistana.
De modo geral, a presença de porfiroblastos de estaurolita, cordierita, cianita, e sillimanita nas partes mais internas da Zona Externa, Zona Interna e Zona Central indicam que o metamorfismo chegou à fácie anfibolito na porção central da faixa. Além disso, nas Zonas Central e Interna é comum a presença de zonas intensamente migmatizadas com intensa intercalação de leucossomas quartzo-feldspáticos à massa xistosa dos afloramentos, que representa o paleossoma, indicando que intrusões são geradas externamente à massa xistosa.
Assim como abordado anteriormente, a região de Afrânio apresenta variações nas condições de metamorfismo, exemplificadas pela passagem da zona da granada para a zona da estaurolita.
A fase de deformação D3, por sua vez, é desenvolvida localmente, sendo uma continuação dos eventos da fase D2, dando origem à clivagem de crenulação nos xistos verdes, que são observados em todas as fases definidas, nesse caso, pertencentes ao Complexo Monte Orebe, além de desenvolver clivagens também em metapelitos Casa Nova, muito visíveis na klippe Barra Bonita.
Não há mais observação de metamorfismo na fase D3, além de reações retrometamórficas das fácies xisto verde, que deram origem à substituição da biotita nas bordas de granada por clorita.
Por fim, a fase D4 é definida como sendo consequência direta de uma zona de cisalhamento em regime transcorrente, portanto o metamorfismo observado possui grau mais alto. Seguindo a zona de cisalhamento de escala continental, observa-se milonitização de todas as unidades cortadas por ela, sendo estas o Complexo Santa Filomena, que apresenta sillimanita-biotita-granada xistos; augen-gnaisses da Suíte Afeição; e milonitos de rochas ortognáissicas do embasamento. Além disso, nos Complexos Paulistana e Santa Filomena, há presença de mica xistos com clivagens de crenulação subvertical de direção E-W, que é plano axial de dobras abertas de S2 com eixo vertical. 
Acredita-se que as zonas de cisalhamento transpõem estruturas mais velhas, gerando foliações miloníticas e estirações de lineamento mineral marcadas pela presença de minerais micáceos orientados e estiramento de anfibólios e turmalina. 
A fim de determinar as condições de metamorfismo da região na fase D4, Vauchez & Egydio-Silva (1992) fizeram uso de microondas eletrônicas, estimando temperaturas e pressão de 630-700°C e 6 kbar na Zona de Cisalhamento Pernambuco Oeste, colocando a região na transição entre as fácies anfibolito alto e granulito, logo confirmando a teoria de que a fase D4 sofreu metamorfismo de grau mais alto do que as fases anteriores, e, indo de acordo com a fusão parcial e presença de magmas sin-cinemáticos, além do desenvolvimento de xistos a sillimanita. 

## Estratigrafia[1][2][13][17]
A Faixa Riacho do Pontal pode ser subdividida em três zonas tectono estratigráficas: Externa (ou faixa de empurrões e dobras), Central e Interna, com base em suas feições sedimentares, metamórficas e estruturais.
A Zona Interna compreende intrusões de augeno-gnaisses de idade toniana, potencialmente ligadas ao Cinturão Cariris Velhos, sugerindo uma origem de idade toniana para esta zona.
A Zona Central é caracterizada pelo Complexo Monte Orebe, constituído principalmente por metabasaltos e rochas metassedimentares de origem marinha profunda. Os dados de Sm-Nd indicam uma idade de extrusão de protólitos em torno de 820 Ma, com valores iniciais positivos de εNd (t) sugerindo uma fonte de manto esgotada.
A Zona Externa apresenta o sistema de nappes Casa Nova, incluindo a Formação Barra Bonita, representando a margem passiva norte do Cráton São Francisco, e a Formação Mandacaru, uma sequência turbidítica do tipo flysch depositada em uma bacia de margem ativa há cerca de 630 Ma.

## Recursos Minerais[18]
A Faixa Riacho do Pontal possui depósitos de diversos recursos minerais. Segundo carta geológica feita em 2019 pelo Serviço Geológico do Brasil - CPRM, utilizando diversos métodos geofísicos como gravimetria, gamaespectrometria e magnetometria, existem depósitos de areia, arenito, argila, esmeralda, ferro, fluorita, fosfato, gipsita, grafita, granito, manganês, mármore, níquel, quartzito, talco e vermiculita.
Entre todos os materiais citados, os depósitos de ferro, fosfato, manganês, mármore e níquel são os maiores. Além disso, diversos dos depósitos de ferro possuem morfologia indeterminada, enquanto alguns depósitos de gipsita e níquel possuem morfologia estratiforme. Os depósitos de vermiculita são de classe genética magmática, enquanto os de mármore são de classe genética metamórfica, os de ferro e fosfato são hidrotermais, já os depósitos de níquel são supergênicos.